# Johan Söderqvist
Ulf Johan Söderqvist (født 11. februar 1966 i Täby) er en svensk filmmusikkomponist.

## Udvalgt filmografi
- Brev til Jonas (kortfilm, 1992)
- Brødre (2004)
- Efter brylluppet (2006)
- The Monastery (2007)
- Hævnen (2010)
- Kongen av Bastøy (2010)
- Kon-Tiki (2012)
- Den skaldede frisør (2012)
- Kvinden i buret (2013)
- Kongens valg (2016)